# 福爾柯克之役
55°59′15″N 3°45′41″W / 55.98755°N 3.761476°W
福爾柯克之役（英語：Battle of Falkirk）是第一次苏格兰独立战争期间的一场战役，发生于1298年7月22日苏格兰的福尔柯克。此次战役中，英格兰国王爱德华一世击败了威廉·华莱士领导的苏格兰人。